# Manolis Glezos
Manolis Glezos (en griego: Μανώλης Γλέζος, Apiranthos, Naxos, 9 de septiembre de 1922-Atenas, 30 de marzo de 2020) fue un político, periodista y escritor griego de izquierdas, famoso mundialmente por haber participado en la resistencia durante la Segunda Guerra Mundial. Fue diputado por Syriza en el Parlamento Europeo.

## Biografía

### Periodo 1922-1948
Nació el 9 de septiembre de 1922 en la aldea de Apiranthos (o Aperathu), Naxos. En 1935 se trasladó a Atenas junto con su familia y terminó allí la escuela secundaria. Durante sus años de escuela secundaria en Atenas también trabajó como empleado de farmacia. Fue admitido en la Escuela Superior de Estudios Económicos y Comerciales (hoy en día la Facultad de Economía y Empresa de la Universidad de Atenas) en 1940. 
En 1939, siendo aún estudiante de secundaria, Glezos participó en la creación de un grupo antifascista de jóvenes contra la ocupación italiana del Dodecaneso y contra la dictadura de Ioannis Metaxas. Al estallar la Segunda Guerra Mundial intentó unirse al ejército griego para luchar en el frente albanés contra Italia, pero fue rechazado porque era menor de edad. En su lugar, trabajó como voluntario en el Ministerio de Economía. Durante la ocupación alemana de Grecia, trabajó para la Cruz Roja de la República Helénica en Atenas, a la vez que participaba activamente en la resistencia. 

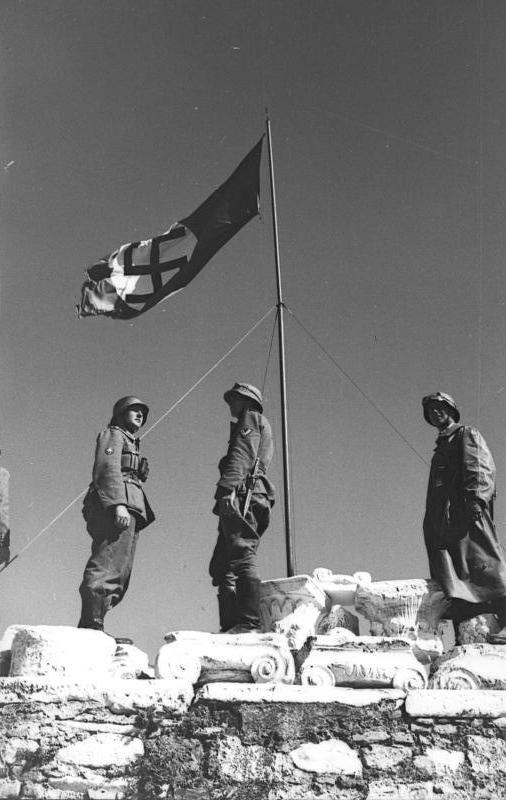
La bandera nazi en la Acrópolis

El 30 de mayo de 1941, él y Santas Apostolos subieron a la Acrópolis y quitaron del mástil la bandera con la cruz gamada que se había colocado allí el 27 de abril de 1941 al entrar las fuerzas nazis en Atenas. Fue el primer acto de resistencia que tuvo lugar en Grecia y probablemente uno de los primeros en Europa. El gesto se hizo famoso y sirvió de fuente de inspiración a muchos otros posteriores. Aunque logró huir, el régimen nazi respondió sentenciando en rebeldía a Glezos y Santas a muerte. Finalmente Glezos fue arrestado por las fuerzas alemanas de ocupación el 24 de marzo de 1942 y sometido a torturas antes de conseguir huir. En prisión contrajo una grave tuberculosis. Más tarde volvió a ser detenido el 21 de abril de 1943 por las fuerzas de ocupación italianas y pasó otros tres meses en la cárcel. El 7 de febrero de 1944 fue arrestado de nuevo, esta vez por griegos colaboradores de los nazis. Pasó otros siete meses y medio en la cárcel, hasta que finalmente se escapó el 21 de septiembre del mismo año.

### Periodo 1948-1975
El fin de la II Guerra Mundial no fue el final de las complicaciones para Glezos. El 3 de marzo de 1948, en medio de la guerra civil griega, fue sometido a juicio y condenado a muerte varias veces. Sin embargo, sus sentencias de muerte nunca fueron ejecutadas gracias a la protesta pública internacional. La pena de muerte se le redujo a una condena a cadena perpetua en 1950. A pesar de estar encarcelado, Manolis Glezos fue elegido miembro del Parlamento Helénico en 1951, bajo la bandera de la procomunista Izquierda Democrática Unida (EDA en sus siglas griegas; en griego Ενιαία Αριστερά Δημοκρατική, ΕΔΑ). Tras su elección, mantuvo una huelga de hambre para exigir la liberación de sus compañeros diputados de EDA que habían sido encarcelados o exiliados de las islas griegas. Terminó la huelga de hambre con la liberación de 7 diputados de su exilio. Salió de la cárcel el 16 de julio de 1954. El 5 de diciembre de 1958 fue arrestado y condenado por espionaje, que era un común pretexto para la persecución de los partidarios de la izquierda durante la Guerra Fría. Su puesta en libertad el 15 de diciembre de 1962 fue resultado de la protesta y la presión pública en Grecia y en el extranjero, incluyendo el ganar el Premio Lenin de la Paz. Durante su segundo período de privación de libertad política de la posguerra, fue reelegido diputado con la EDA en 1961. El día del golpe de Estado de los coroneles, 21 de abril de 1967, Glezos fue detenido a las 2 de la madrugada junto con el resto de los dirigentes políticos. Durante el régimen de los coroneles, la dictadura militar encabezada por Georgios Papadopoulos, sufrió todavía otros cuatro años de prisión y el exilio hasta su liberación en 1971.
El resultado de la persecución de Manolis Glezos, desde la Segunda Guerra Mundial y la guerra civil griega hasta el régimen de los coroneles, es de 11 años y 4 meses de prisión, así como 4 años y 6 meses de exilio. Ha sido condenado un total de 28 veces por su actividad política y de resistencia, de las cuales tres veces a muerte. Se hicieron nueve intentos de asesinarle.

### Desde 1975 a 2007
Tras la restauración de la democracia en Grecia en 1974, participó en la reactivación de la EDA. En las elecciones de 1981 y 1985, fue elegido miembro del Parlamento Helénico, en las listas del Movimiento Socialista Panhelénico (PASOK). En 1984 fue elegido miembro del Parlamento Europeo, de nuevo en una candidatura del PASOK. Fue presidente de la EDA desde 1985 hasta 1989. Mientras tanto, en 1986, se retiró del Parlamento, con el objeto de tratar de poner en marcha un experimento de democracia de base en su localidad natal de Apiranthos, de cuyo concejo local fue elegido Presidente en las elecciones de 1986. Esencialmente abolió las competencias exclusivas del Ayuntamiento mediante la aprobación de una 'Constitución' local y la creación de un sistema participativo en el que la asamblea de ciudadanos tenía el control total sobre la administración de la comunidad. El modelo funcionó durante varios años, pero con el tiempo, el interés del resto de los habitantes fue descendiendo y se acabó por desechar la experiencia. Glezos siguió siendo alcalde hasta 1989. En el año 2000 lideró la lista de Synaspismós (Coalición, en castellano), la representación de la izquierda radical en las elecciones legislativas griegas. En 2002, formó el grupo político Ciudadanos Activos (que es parte de la Coalición de la Izquierda Radical, una alianza con Synaspismós y de otros partidos minoritarios de la izquierda griega) y se presentó como candidato a prefecto del Ática. En las elecciones de septiembre de 2007 se presentó a diputado por Kalamata dentro de la coalición Synaspismós Syriza.

### Desde 2007

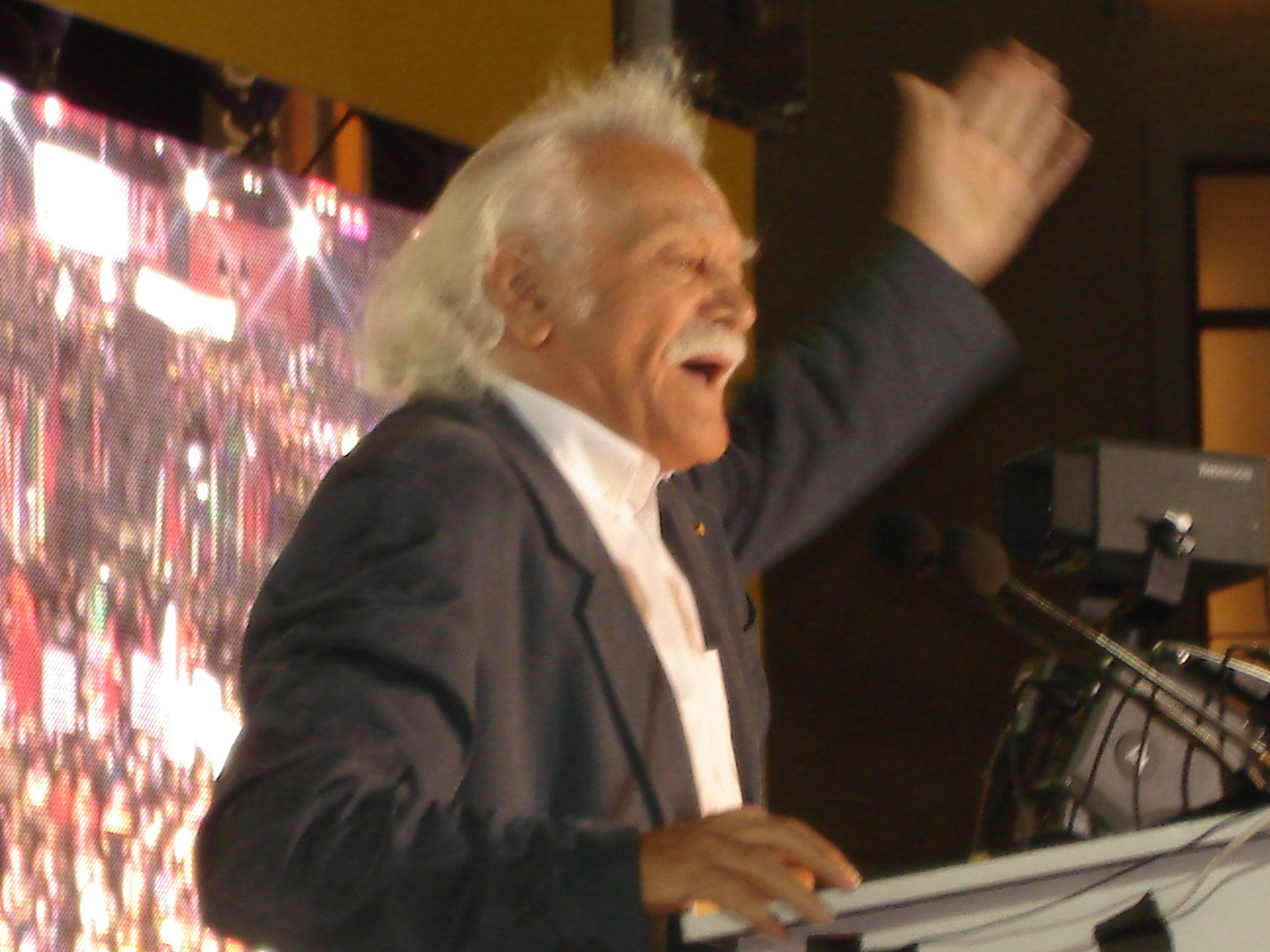
Manolis Glezos en un discurso de la coalición Synaspismós Syriza en 2007.

Durante los incendios del Peloponeso en 2007, Glezos colaboró activamente en la extinción del fuego.
El 9 de marzo de 2010, cuando Glezos a la edad de 88 años participaba en una manifestación de protesta en Atenas contra los recortes salariales, algunos agentes de Policía le lanzaron gases lacrimógenos a quemarropa directamente a la cara y tuvo que ser hospitalizado. En febrero de 2012 Manolis Glezos, junto al compositor Mikis Theodorakis, encabezó las manifestaciones en Atenas contra las medidas de ajuste incluidas en el segundo plan de ajuste impuesto a Grecia. En 2014 se presentó a las elecciones al Parlamento Europeo por la coalición de izquierdas Syriza, siendo elegido eurodiputado. En julio de 2015 renunció a su cargo y fue reemplazado por Nikolaos Chountis.
Falleció a los noventa y siete años en Atenas a causa de una insuficiencia cardíaca, el 30 de marzo de 2020.

## Reconocimientos y premios
Manolis Glezos escribía regularmente artículos en la prensa griega desde 1942 y fue editor de los periódicos Rizospastis y Avgi en la década de los cincuenta. Fue galardonado con el Premio Internacional de Periodismo en 1958, la Medalla de Oro Joliot-Curie del Consejo de Paz Mundial en 1959, y el Premio Lenin de la Paz en 1963. 
En la Acrópolis de Atenas se erigió en 1982 una lápida de bronce recordando su gesto. El texto dice:

ΤΗ ΝΥΧΤΑ ΤΗΣ 30ης ΜΑΙΟΥ 1941 ΚΑΤΕΒΑΣΑΝ ΟΙ ΠΑΤΡΙΩΤΕΣ ΜΑΝΩΛΗΣ ΓΛΕΖΟΣ ΚΑΙ ΑΠΟΣΤΟΛΟΣ ΣΑΝΤΑΣ ΤΗ ΣΗΜΑΙΑ ΤΩΝ ΝΑZΙ ΚΑΤΑΚΤΗΤΩΝ ΑΠΟ ΤΟ ΙΕΡΟ ΒΡΑΧΟ ΤΗΣ ΑΚΡΟΠΟΛΙΣ. ΕΝΤΟΙΧΙΣΤΗΚΕ ΑΠΟ ΤΗ "ΕΝΩΜΕΝΗ ΕΘΝΙΚΗ ΑΝΤΙΣΤΑΣΗ 1941 - 1944" ΤΟ 1982..
"En la noche del 30 de mayo de 1941 los patriotas Manolis Glezos y Apostolos Sanda arrancaron la bandera de la ocupación nazi de la roca sagrada de la Acrópolis. Colocada por la "Resistencia Nacional Unida 1941 - 1944" en 1982.

Aparte de su trabajo político, Glezos inventó un sistema para evitar las inundaciones, combatir la erosión y preservar acuíferos subterráneos que funciona mediante la construcción de una serie de pequeñas presas para redirigir el agua a los acuíferos.
Ha sido nombrado doctor honoris causa por la Universidad de Patras (Departamento de Geología) en 1996, la Universidad Aristóteles de Tesalónica (Departamento de Ingeniería Civil) en 2001, la Universidad Técnica Nacional de Atenas (Escuela de Minas e Ingeniería Metalúrgica) en 2003, y la Universidad Nacional y Capodistria de Atenas (Facultad de Filosofía) en 2008.